# گالینا ساویتسکایا
گالینا ساویتسکایا (انگلیسی: Galina Savitskaya؛ زادهٔ ۱۳ ژوئیهٔ ۱۹۶۱) بازیکن بسکتبال اهل اتحاد جماهیر شوروی سوسیالیستی است.